# Famille Bettencourt Meyers
 (juillet 2020).
Si vous disposez d'ouvrages ou d'articles de référence ou si vous connaissez des sites web de qualité traitant du thème abordé ici, merci de compléter l'article en donnant les références utiles à sa vérifiabilité et en les liant à la section « Notes et références ».
Pour les articles homonymes, voir Bettencourt et Meyers.
La famille Bettencourt Meyers (Bettencourt avant 2017) est une famille de la haute bourgeoisie française qui n'est plus représentée depuis 2017 que par Françoise Bettencourt épouse Meyers et qui est l'une des premières fortunes françaises depuis la fin du XXe siècle et le début du XXIe siècle.

## Historique
André Bettencourt par son mariage en 1950 avec Liliane Schueller, héritière du groupe industriel français de produits cosmétiques L'Oréal, permet à cette famille de devenir l'une des premières fortunes françaises.
En 2023 la fortune de la famille est estimée par Forbes à 94 milliards de dollars.
Via la holding Téthys la famille détient 34,7 % de L'Oréal.

## Liens de filiation
- Victor Bettencourt épouse Marie-Jeanne de Chalendar
  - Pierre Bettencourt (1917-2006)
  - André Bettencourt (1919-2007) épouse Liliane Schueller (1922-2017)
    - Françoise Bettencourt Meyers (1953) épouse de Jean-Pierre Meyers (1948)

Liliane Bettencourt

      - Jean-Victor Meyers (1986)
      - Nicolas Meyers (1988)

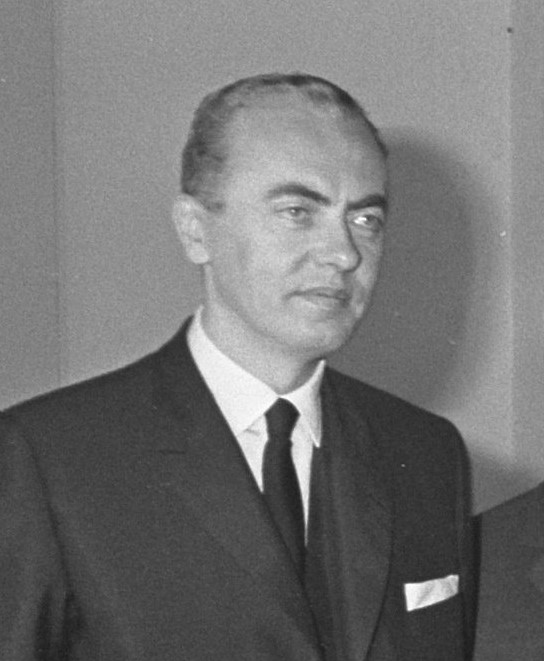
André Bettencourt (1919-2007)

## Résidence
La famille possède un hôtel particulier de 1 000 m2 situé au 18, rue Delabordère à Neuilly-sur-Seine estimé à près de 100 millions d'euros en 2010.
Elle possède également une résidence en Bretagne située à la pointe de l'Arcouest sur la commune de Ploubazlanec dans les Côtes d'Armor. La villa a été construite en 1920 par Eugène Schueller le père de Liliane Bettencourt.

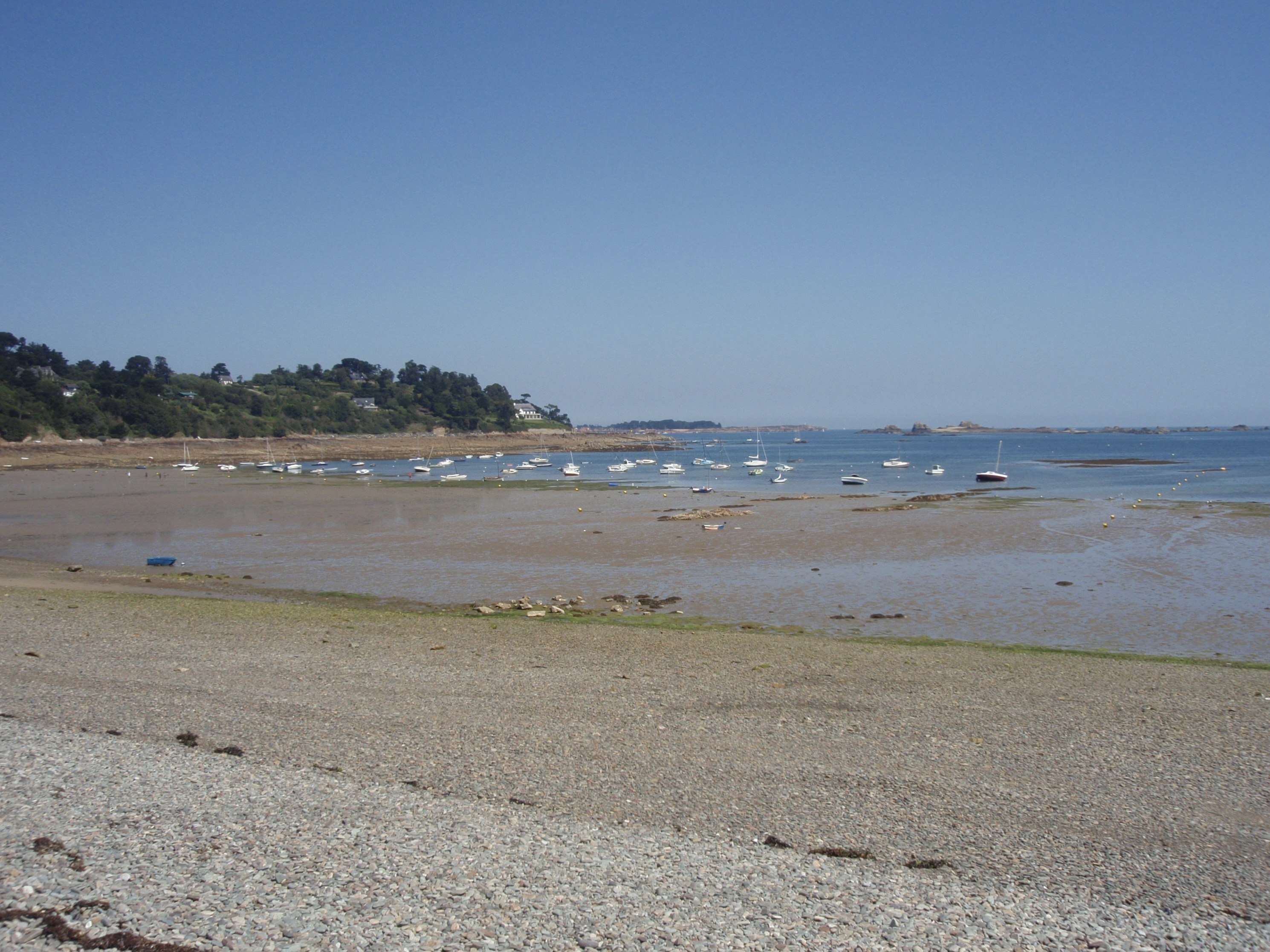
Vue de la baie de Launay à Ploubazlanec, la villa des Bettencourt est située à l'extrémité de la pointe.